# Aquitanië
Aquitanië (land van water, Frans: Aquitaine, Occitaans: Aquitània, Baskisch: Akitania, Saintongeais: Aguiéne) was een administratieve regio in het zuidwesten van Frankrijk, met als hoofdstad Bordeaux. Op 1 januari 2016 is de regio samen met Poitou-Charentes en Limousin opgegaan in Nouvelle-Aquitaine.

## Guyenne
In het verleden was Aquitanië achtereenvolgens een Romeinse provincie, een koninkrijk en een hertogdom. De naam, die waterrijk gebied zou betekenen en afgeleid is van het Latijnse aqua (water), werd gedurende de Honderdjarige Oorlog verbasterd tot Guyenne. Onder de naam Guyenne et Gascogne was het een Franse provincie tot aan de Franse Revolutie. Ook een groot deel van de hedendaagse regio Occitanië hoorde bij die provincie. 

## Gascony
In het Engels noemt men de regio in haar geheel ook wel Gascony, ofwel Gascogne, terwijl daarmee in Frankrijk een kleiner gebied, de deelprovincie Gascogne, aangeduid wordt. De drie namen voor hetzelfde gebied, die in wisselende perioden en in verschillende talen verschillende gebieden van verschillende grootte aanduidden, wijzen op de turbulente geschiedenis ervan, en vooral op de grote rol die het gebied speelde in de aanloop naar en tijdens de Honderdjarige Oorlog. 

## Aangrenzende regio's
| Aangrenzende regio's         | Aangrenzende regio's | Aangrenzende regio's | Aangrenzende regio's | Aangrenzende regio's |
| ---------------------------- | -------------------- | -------------------- | -------------------- | -------------------- |
|                              |                      | Poitou-Charentes     |                      | Limousin             |
|                              |                      |                      |                      |                      |
|                              | Midi-Pyrénées        |                      |                      |                      |
|                              |                      |                      |                      |                      |
| Navarra (ES) Baskenland (ES) |                      | Aragón (ES)          |                      |                      |

## Geschiedenis

### Romeinse provincie
Het gebied tussen Garonne, de Pyreneeën en de Atlantische Oceaan werd in 56 v.Chr. door de Romeinen veroverd. De bewoners werden Aquitani genoemd, in taal en wetten verschillend van de Galliërs. Julius Caesar verdeelde Gallië in drie provincies. Het gebied tussen de Loire en de Pyreneeën kreeg de naam Aquitania. 
In de 4e eeuw werd deze provincie opgedeeld in 
- Aquitania Prima, in het noordoosten, met hoofdplaats Avaricum (Bourges)
- Aquitania Secunda, in het noordwesten, met hoofdplaats Burdigala (Bordeaux)
- Aquitania Tertia of Novempopulana in het zuiden, met hoofdplaats Elusa (Eauze).

### Koninkrijk
In de 5e eeuw kregen de Visigoten Aquitania I en II toegewezen door de Romeinse keizer. Toulouse werd de hoofdstad van het koninkrijk, waarbij ze officieel regeerden als keizerlijk stadhouder. In 507 werden zij door de Franken van Clovis verdreven (slag bij Vouillé). De Frankische koning Clovis, doodde eigenhandig de Visigotische koning Alarik II. Hiermede werd Aquitanië bevrijd van de ariaanse Visigoten die andersdenkende christenen onderdrukten.

### Hertogdom
In 587 veroveren de Vascones (Basken) het gebied tussen Garonne en Pyreneeën en stichten er het hertogdom Vasconia (Gascogne). Het gebied ten noorden van de Garonne wordt in 632 tot 768 het eerste hertogdom Aquitanië met hoofdstad Toulouse. De hertog, Odo van Aquitanië (ook wel Eudes genaamd) mocht zich in 717 van Chilperik II van Neustrië koning van Aquitanië noemen. In feite was het Karel Martel die hem deze betiteling toekende als vriendschap-pact.
Rond 730 werd Aquitanië nog altijd door Odo bestuurd. Het gebied werd in deze tijd voortdurend geplunderd en gebrandschat door de Moren, die invallen uitvoerden van over de Pyreneeën. Hertog Odo trok hen met een leger van Aquitanische Visigoten tegemoet om hen aan de Dordogne een halt toe te roepen. Het werd een ramp voor de Visigoten. Volgens de oude kronieken kon "God alleen de doden op het slagveld tellen!" Hertog Odo zocht steun bij zijn oude vijanden, de Franken, en stuurde een delegatie naar Herstal waar hofmeier Karel Martel toen verbleef. De delegatie bood Karel een oorkonde en de persoonlijke hertogring als blijk van erkentelijkheid en voor samenwerking in de toekomst, alsook het aanbod de vijandelijkheden onder de Visigoten en de Franken te stoppen. Hun gezamenlijke vijanden waren nu de Moren en de dreigende islam; het christendom kwam in gevaar voor West-Europa.
Karel Martel stemde toe en trok met een groot leger van Frankische edelen, soldaten, poorters, burgers en boeren naar het zuiden. Op 18 oktober begonnen de eerste schermutselingen waarbij de beide partijen elkaar al strijdend leerden kennen. Franken, Aquitanische Visigoten, ook Visigoten die vanuit Spanje gevlucht waren, en nog een klein leger uit Bourgondië, bewonderden de snelle Moorse ruiters, met hun speren en gevaarlijke kromzwaarden. De Moren bewonderden de Frankische logge wapens waar ze zo behendig mee omgingen: de zware Frankische strijdbijlen en hun tweesnijdige zwaarden en de haaksperen, om de schilden af te rukken. De Franken bedachten ook de stijgbeugel. Hiermee zaten ze steviger in het zadel als ze met hun zware wapens rondsloegen. Op 25 oktober 732 vond de slag plaats tussen Poitiers en Tours. Hertog Odo voerde de Visigoten aan die met felle charges op de Moorse ruiterij inbeukten. De Franken bleven pal, als een granieten muur staan en sloegen elke Moorse aanval, met grote verliezen voor de Moren, af. Het Moorse kamp werd in brand gestoken door de Franken. De Moorse aanvoerder, Abd-el-Rhaman, besloot het kamp te ontzetten en hun geplunderde schatten nog te redden, maar het was te laat. Abd-el-Rhaman werd omsingeld door Frankische ridders en van zijn paard geslagen. Hij werd op de grond door tientallen speren doorboord en doodgetrapt door de paarden. 's Avonds was de hemel verlicht door het brandende Moorse kamp, zodat de christenlegers hen zagen wegvluchten naar de Pyreneeën.

### Karolingisch Rijk
In 768 voegt Pepijn de Korte het gebied bij het Karolingisch Rijk. Karel de Grote maakte van Aquitanië een koninkrijk voor zijn zoon Lodewijk de Vrome (781). Na het Verdrag van Verdun (843) werd het gebied onderdeel van het West-Frankische rijk van Karel II de Kale.
Karel de Kale moest toestaan dat zijn grote vazallen hun leen en titel erfelijk maakten. De graven van Poitiers droegen de titel hertog van Aquitanië van 878 tot 890. Daarna ging de titel over op de graven van Auvergnes (890-897), de graven van Toulouse (897-950) en opnieuw de graven van Poitiers (950-1137). In 1063 werd Gascogne, Frans Navarra uitgezonderd, door Willem VIII van Aquitanië bij Aquitanië gevoegd. In het Aquitanië van de 12e en 13e eeuw ontstond de literatuur van de troubadours in het Occitaans.

### Engeland
Eleonora van Aquitanië huwde met Lodewijk VII van Frankrijk in Bordeaux. In 1152 echter liet Lodewijk het huwelijk nietig verklaren omdat er geen mannelijke nakomelingen uit voort kwamen. Eleonora huwde daarna Hendrik Plantagenet die in 1154 koning van Engeland werd. Zo werd de bruidsschat van Eleonora, Zuidwest-Frankrijk, niet aan het Franse maar aan het Engelse koninkrijk toegevoegd. Bordeaux had inmiddels het stokje van Toulouse overgenomen als hoofdstad van de regio.

### Frankrijk
Jan zonder Land, koning van 1199 tot 1216, moest aan Filips II Augustus Bretagne, Normandië, Anjou en Touraine afstaan, maar behield Aquitanië. Bij de vrede van Parijs in 1259 moest Hendrik III de Franse koning voor Aquitanië (Gascony in het Engels) als leenheer erkennen. In 1295 viel de Franse koning Filips IV het Aquitanië van Eduard I van Engeland binnen, wat leidde tot de Engels-Franse oorlog.
De aanspraak van Eduard III op de titel 'koning van Frankrijk' veroorzaakte de Honderdjarige Oorlog in 1337. Na Engelse overwinningen bij Crécy (1346) werd Aquitanië bij het Verdrag van Brétigny (1360) een Engels prinsdom, dat Guyenne werd genoemd. De Fransen veroverden in 1450 Normandië en na de val van Bordeaux in 1453 werd ook Guyenne Frans bezit. Guyenne-et-Gascogne werd een zelfstandige Franse provincie in 1472 en zou dat blijven tot aan de Franse Revolutie.